# 寄田みゆき
寄田 みゆき（よりた みゆき、8月2日 - ）は、日本の漫画家。広島県出身。
『少女フレンド』（講談社）増刊『夢みるみたいに恋したい』に掲載された「空の青が目に染みる」でデビュー。
同人活動でのサークル名は「そそう支部」で、オリジナルの百合作品を公開している。

## 作品リスト
講談社・フレンドKCより発行
- 告白をリクエスト（1995年、全1巻）
- かぼちゃのキャラメル（1996年、全1巻）

講談社・デザートKCより発行
- もうDEBUなんて言わせない（1997年、全1巻、安井国穂著）
- 愛と青春の発熱（1997年、全1巻）
- ラブリー・シック（1998年 - 1999年、全2巻）
- キレイになりたい!（1999年 - 2006年、全6巻）
- 鈴木その子物語（2000年、全1巻、鈴木その子の半生を漫画化）
- ブラック・ティー（2001年、全1巻、山本文緒原作）
- 1千万の恋人（2005年、全1巻）
- ブラザー☆ビート（2006年、全1巻、テレビドラマの漫画化）
- 愛なんてナイなんて（2006年、全1巻、川本美花原作）
- ダブルハッピネス（2007年、全1巻、杉山文野原作）
- うた魂♪（2008年、全1巻、映画の漫画化）
- 君がウソをついた（2009年 - 2010年、全3巻）

講談社・BE LOVE KCより発行
- 源博士の異常な××（2010年 - 2011年、全3巻）
- 修羅のドレス（2013年 - 2014年、既刊3巻）